# Salten

Els diversos districtes del país de Nordland. Nota: El mapa no correspon amb les 5 tradicionals regions de Nordland, Helgeland aquí es divideix en diversos districtes
Districte de Salten

Salten és un districte del comtat de Nordland, Noruega. Inclou els municipis de Meløy, Gildeskål, Bodø, Beiarn, Saltdal, Fauske, Sørfold, Steigen, i Hamarøy. Salten cobreix una àrea de prop d'11.250 quilòmetres quadrats i té una població (2011) al voltant de 78.680 persones.
El districte limita amb Helgeland al sud, amb Ofoten al nord, amb Suècia a l'est, i amb el Vestfjorden (i Lofoten) a l'oest. La geologia a Salten és conegut a Noruega per tenir gran àrees de marbre. Hi ha molts fiords i muntanyes que sovint arribaven fins al mar. Bodø és el principal centre de població del districte, mentre Fauske és un centre secundari.

## Dialecte
El dialecte de Salten és ben conegut pel seu gran ús de d'apòcope. Per exemple: "æ tænkt å kjøp ei flask fløt og en pos me pæra vess æ rækk butikkan", i amb noruec normal "eg tenkte å kjøpe ei flaske fløte og ein pose med pærer om eg rekker butikkane". Les paraules tenkte, kjøpe, flaske, fløte, pose, pærer i rekker es pronuncien amb dues síl·labes a la major part de Noruega, però amb un de sola en alguns dialectes de Salten.

## Etimologia
El districte rep el seu nom del Saltfjorden (nòrdic antic: Salpti), i el fiord és, probablement, el nom del famós Saltstraumen. Tot i que la paraula sal té el mateix significat en llengua noruega moderna com en català, aquest nom és més probable que no tingui res a veure amb la sal, sinó que derivi de salpt paraula amb el significat de "corrent fort".

## Galeria

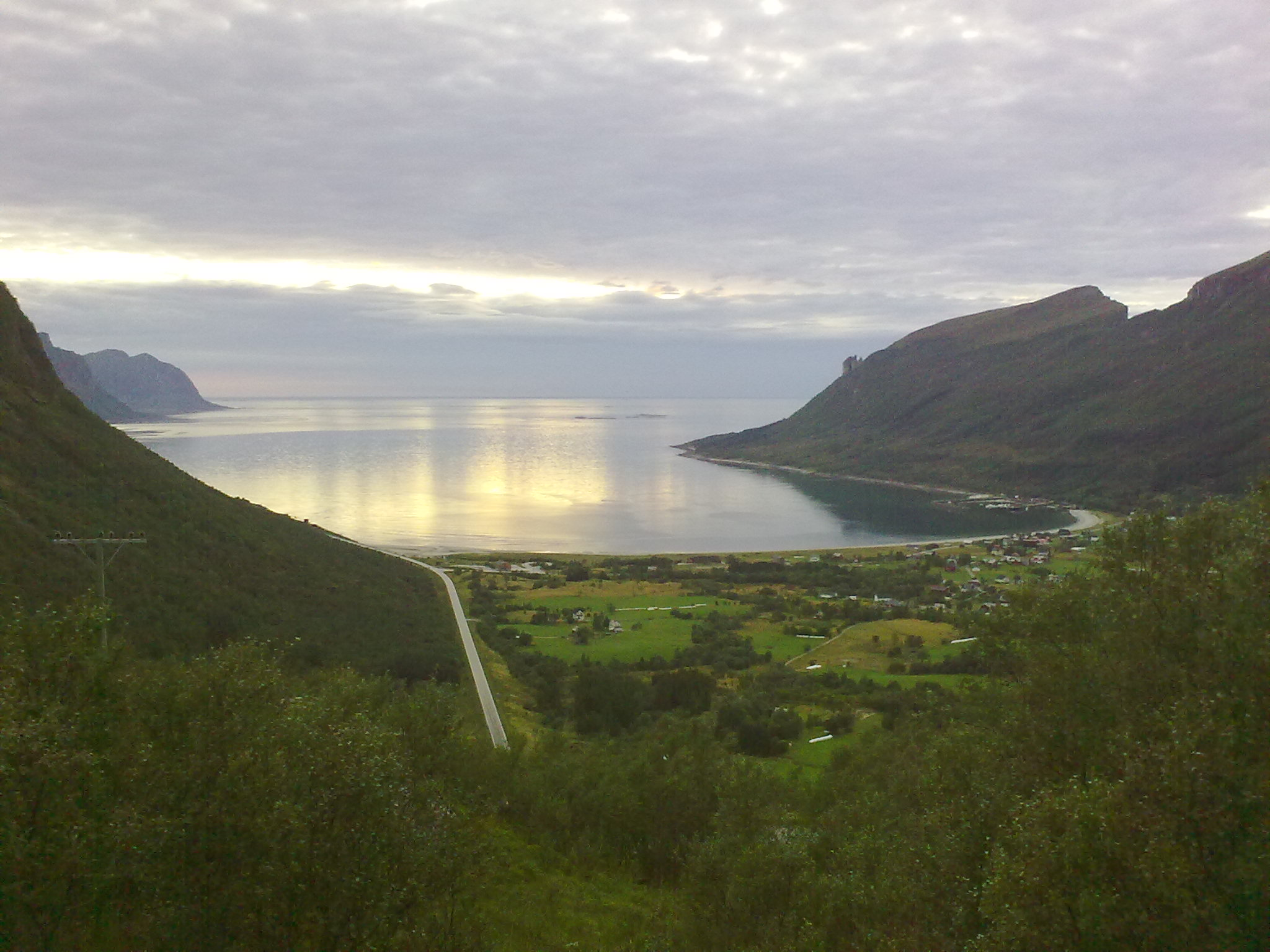
Storvika (badia) a Gildeskål
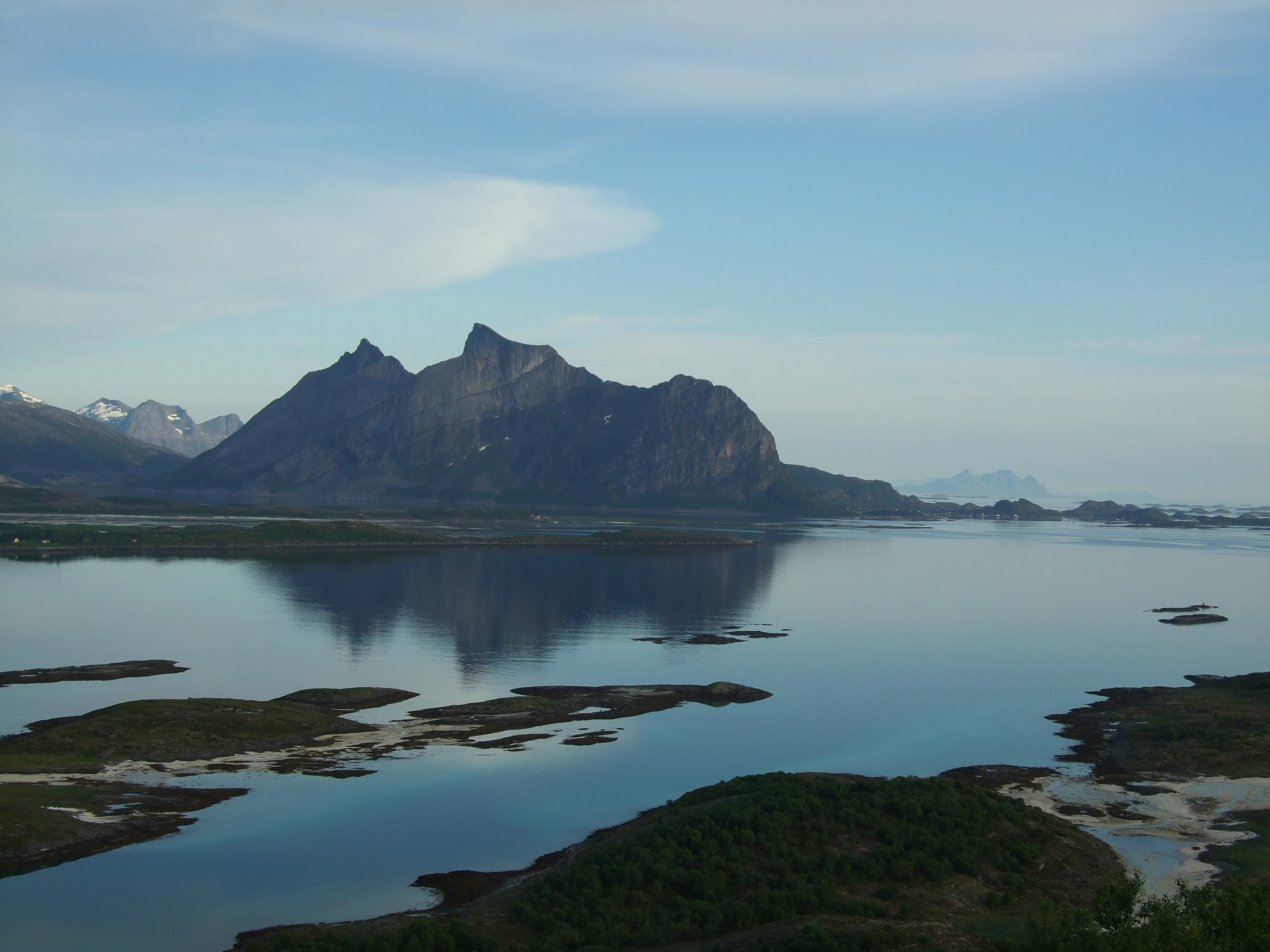
Skotstindan a Steigen
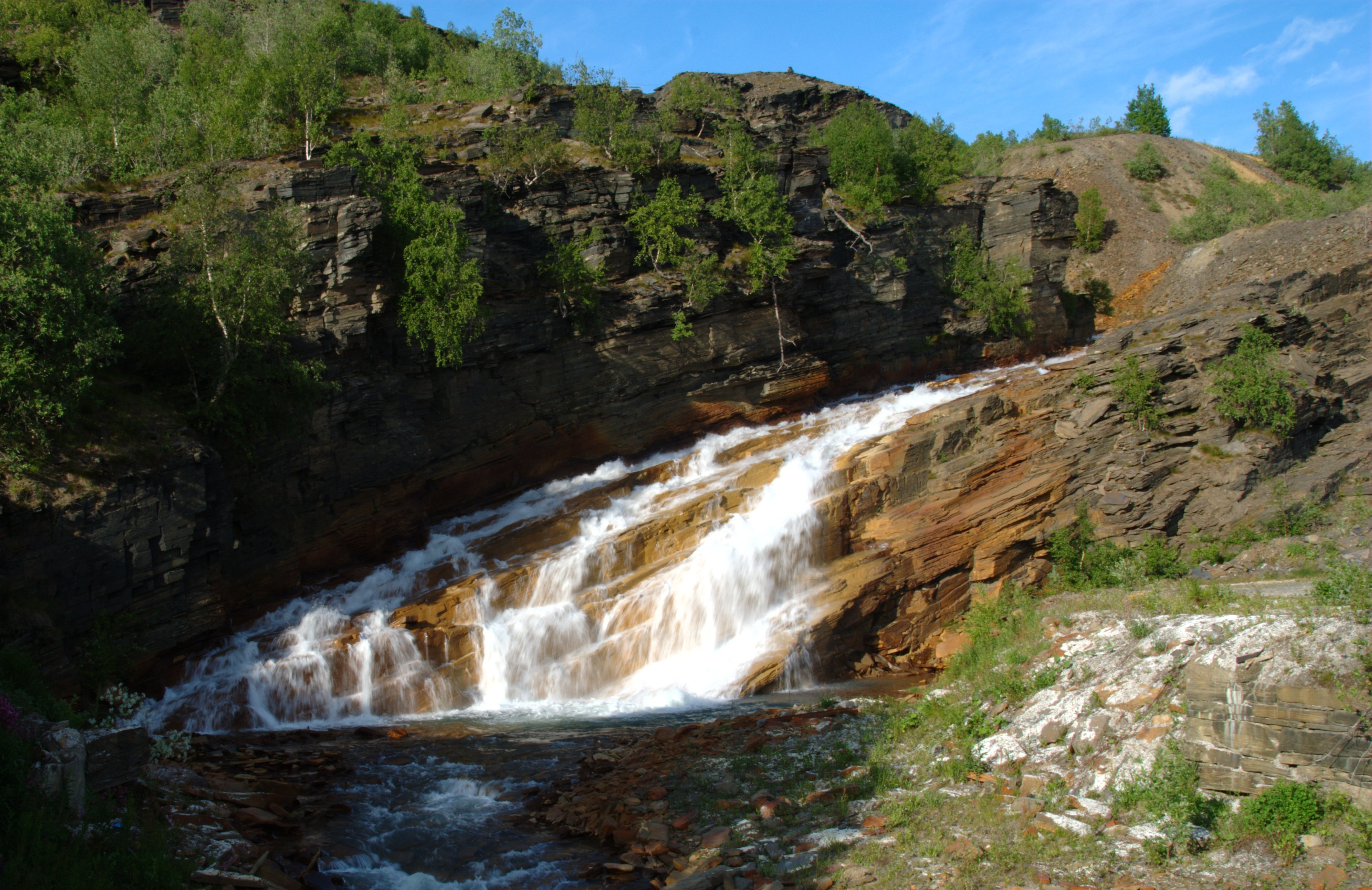
Riu Rupsi, Fauske
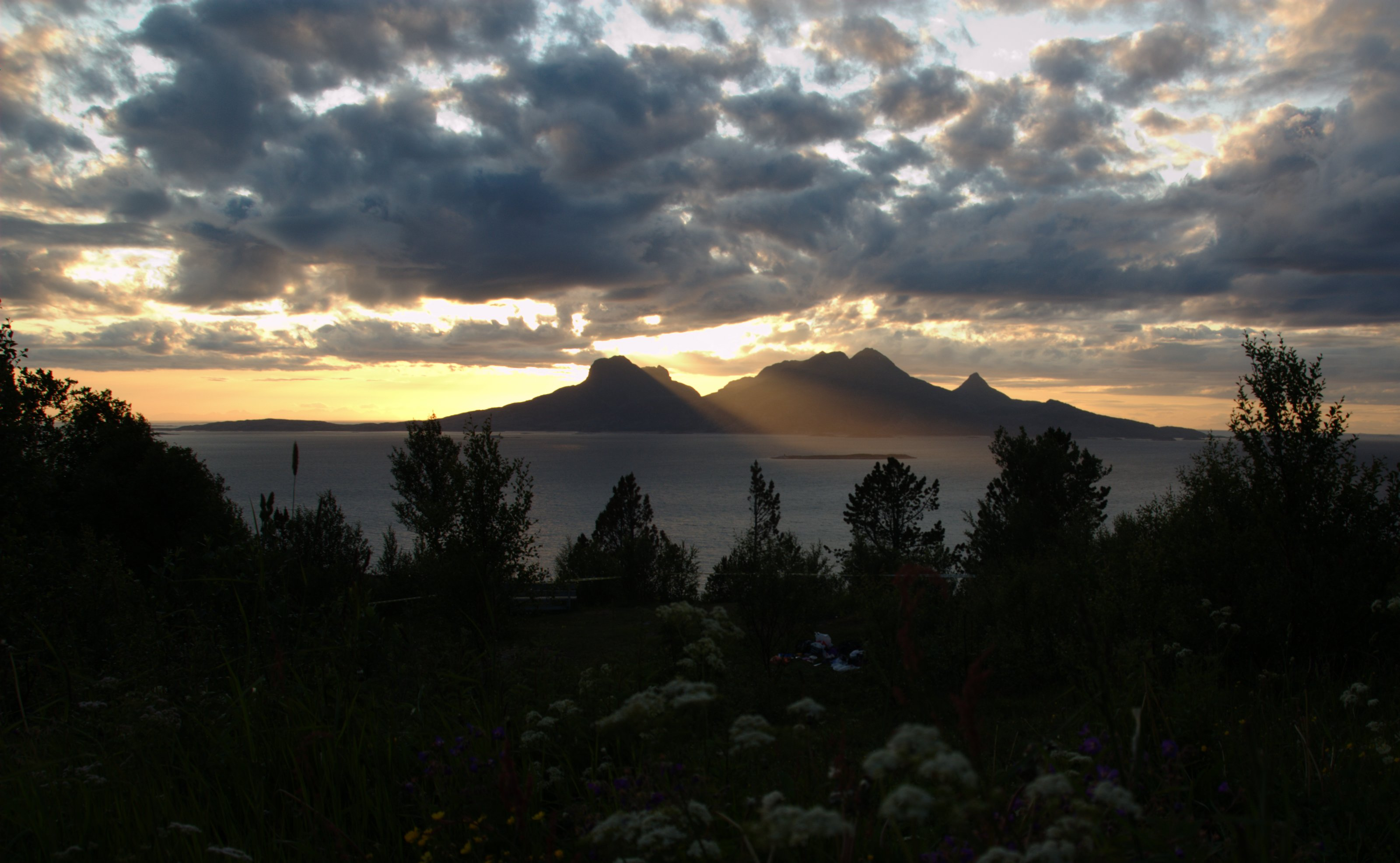
Illa de Landegode il·luminada pel sol de mitjanit a Bodø.